# 2001 en Palestine
Chronologie de la Palestine
- 1997
- 1998
- 1999
- 2000
- 2001
- 2002
- 2003
- 2004
- 2005

Cette page concerne les évènements survenus en 2001 en Palestine :

## Évènements
- depuis 2001 : Attaques d'Israël à la roquette par les Palestiniens
- 28 septembre 2000 - 8 février 2005 : Seconde intifada
- 21-27 janvier : Sommet de Taba pour résoudre dans l'urgence les différents points du conflit israélo-palestinien, après l'échec du sommet de Camp David II en juillet 2000 et le déclenchement de la seconde intifada.
- 24 octobre : Raid de Beit Rima (en) : attaque de l'armée israélienne dans le village de Beit Rima en Cisjordanie. Bilan : 6 à 9 morts dont 4 ou 5 policiers palestiniens.

## Création
- Hôpital al-Quds
- Hôpital Shuhada al-Aqsa (en)
- Avigayil,  avant-poste israélien en Cisjordanie occupée.
- Brigades Al-Nasser Salah al-Din (résistance populaire)
- Mouvement moudjahidine palestinien (en)

## Décès
- 31 mai : Fayçal Husseini, homme politique palestinien d'origine irakienne et membre important de l'OLP.
- 27 août : Moustapha Zibri, homme politique palestinien, membre de l'exécutif de l'OLP.